# Балашов, Виктор Иванович
Ви́ктор Ива́нович Балашо́в (24 декабря 1924, Москва — 23 июня 2021, там же) — советский и российский диктор Центрального телевидения (1947—1996) и Всесоюзного радио (с 1944 года), народный артист Российской Федерации (1997). Участник Великой Отечественной войны.

## Биография

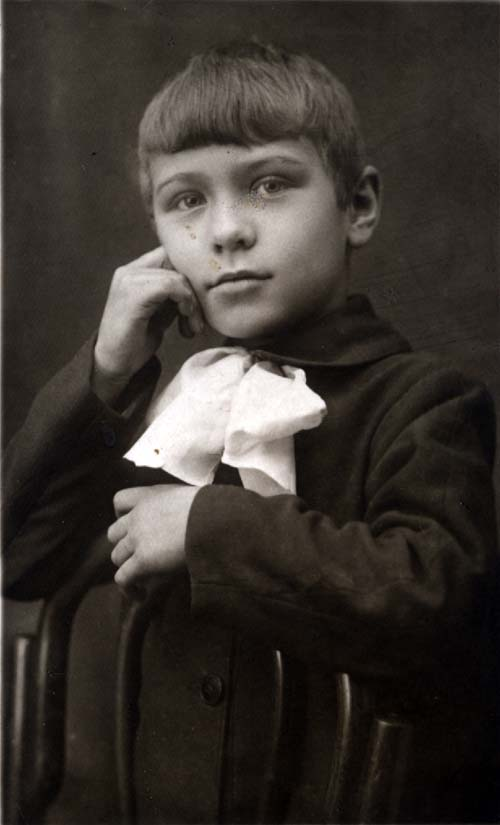
Витя Балашов в 1931 году

Виктор Иванович Балашов родился в Москве 24 декабря 1924 года. До Великой Отечественной войны жил в Москве, Большая Екатерининская улица, дом 9, квартира 7. Был сыном Ивана Балашова, комиссара дивизии‚ погибшего под Смоленском.
В юности увлекался спортом и театром. Был чемпионом Москвы по самбо, одновременно занимался в подготовительной студии при МХАТе у Аллы Тарасовой.
В 1942 году пошёл добровольцем в Красную армию, исправив год рождения на 1921-й. На фронтах Великой Отечественной войны с 28 февраля по 19 декабря 1943 года в составе 379-й стрелковой дивизии на Волховском фронте, с 11 по 20 марта 1944 года — в составе 200-го стрелкового полка 2-й стрелковой дивизии на Ленинградском фронте, с 9 по 27 июня 1944 года — в составе 1267-го стрелкового полка 382-й стрелковой дивизии на Ленинградском фронте.
2 августа 1943 года 379-я стрелковая дивизия перешла в наступление, но атаки были трижды отбиты. На четвёртый раз советские подразделения ворвались в траншеи противника, завязались рукопашные схватки. В этом бою Виктор Балашов был тяжело ранен.
Вторично легко ранен 20 марта 1944 при форсировании реки Нарва, когда огнём из станкового пулемёта поддерживал наступающие части на противоположном берегу, дважды отбил атаки противника. Третий раз легко ранен 27 июня 1944 при взятии города Выборг. Контужен 27 июня 1944, находясь в разведке по взятию «языка» в районе Праксин Городок.
С 1944 года — рядовой, линейный надсмотрщик 166-й роты правительственной связи 4-го отдельного Одесского орденов Александра Невского и Красной звезды полка правительственной связи НКВД СССР.
В 1944 году был досрочно демобилизован. Поступил в студию-мастерскую Всесоюзного радио. В 1947 году пришёл работать в Московский телецентр (впоследствии преобразованный в Центральную студию телевидения), в который его взяли вне конкурса.
В 1947–1950 годах работал диктором Приморского радио во Владивостоке.
С 1951 года снимался в кино. Среди ярких кинолент, где работал Балашов, — «Совесть мира» (1951, реж. А. М. Роом), «Адмирал Ушаков» (1953, реж. М. И. Ромм), «Рождество в Вигала» (1981, реж. Марк-Тоомас Соосаар) и другие.
Именно Виктор Балашов 12 апреля 1961 года сообщил гражданам СССР о полёте Юрия Гагарина в космос. В 1975 году вместо заболевшего генерального секретаря Леонида Брежнева напутствовал космонавтов советско-американской станции «Союз — Аполлон».
Виктор Иванович вёл главную информационную программу страны «Время», телепередачи «Победители», «Клуб фронтовых друзей», «Огоньки…», «Требуются, требуются…». Работал на телевидении до 1996 года.
Дублировал документальные и художественные фильмы. Работал на радиостанции «Говорит Москва».
В 2005 году возглавлял избирательный список ЛДПР на выборах депутатов Белгородской областной думы. После объявления результатов от депутатского мандата отказался.
В 2016 году Виктор Иванович вновь проявился в качестве эпизодического актёра, снявшись в 182-й серии ситкома «Светофор». Комедия транслировалась на канале СТС. Сценарий ленты о трёх друзьях — ремейк израильского проекта.
В мае 2018 года диктору посвятили выпуск телепередачи «Пусть говорят» на «Первом канале».
В 2019 году, за год до 75-летнего юбилея Победы, стартовала работа нового телеканала «Победа». В запуске проекта принимали участие именитые дикторы, прошедшие Великую Отечественную войну или бывшие детьми в это страшное время. Среди них выступал и Виктор Балашов.
Мастер спорта СССР по самбо (ученик А. Харлампиева), чемпион Москвы.
Скончался 23 июня 2021 года в Москве на 97-м году жизни. Похоронен 26 июня в Москве на Троекуровском кладбище (уч. 21).

## Семья
Первая супруга — ?‚ врач‚ скончалась‚ когда дочери было 2 года.
- Дочь — Маргарита Викторовна‚ пенсионерка.
  - Внучка — Анастасия, живёт во Франции.
    - Правнуки — Александр (род. 2008) и Максим (род. 2016)
    - Правнучка — Ирина (род. 2011).

Вторая супруга — Нелли Семёновна Крылова (1927—2014)‚ артистка Московского театра оперетты (1948—1985). Умерла от инсульта.
- Сын — Виктор Викторович Балашов (1964—2024), погиб в результате пожара в собственной квартире[15].

Жил в подмосковном посёлке Жаворонки.

## Творчество

### Работы на телевидении
- Эстафета новостей
- Время
- Новости
- Московские новости
- Огоньки
- Клуб фронтовых друзей
- Победители
- Седьмое небо[16]
- Требуются, требуются…

#### «Победители» («Клуб фронтовых друзей»)
Передача «Победители» впервые вышла в эфир на втором канале Центрального телевидения 23 февраля 1974 года. Все программы записывались в телестудии и монтировались для эфира. Формат: ток-шоу, встреча фронтовых друзей. Герои программы: участники Великой Отечественной войны.
Виктор Балашов был автором и ведущим программы. После визита в СССР канцлера ФРГ Гельмута Коля (октябрь 1988 года) передачу переименовали в «Клуб фронтовых друзей».
Ни один выпуск программы не сохранился, кроме единственного отрывка, который находится в личном архиве Виктора Балашова.

### Документальные фильмы
- 2002 — «Виктор Балашов»[18]
- 2014 — «Диктор Иванович. Солдат телевидения»[19]

## Признание и награды

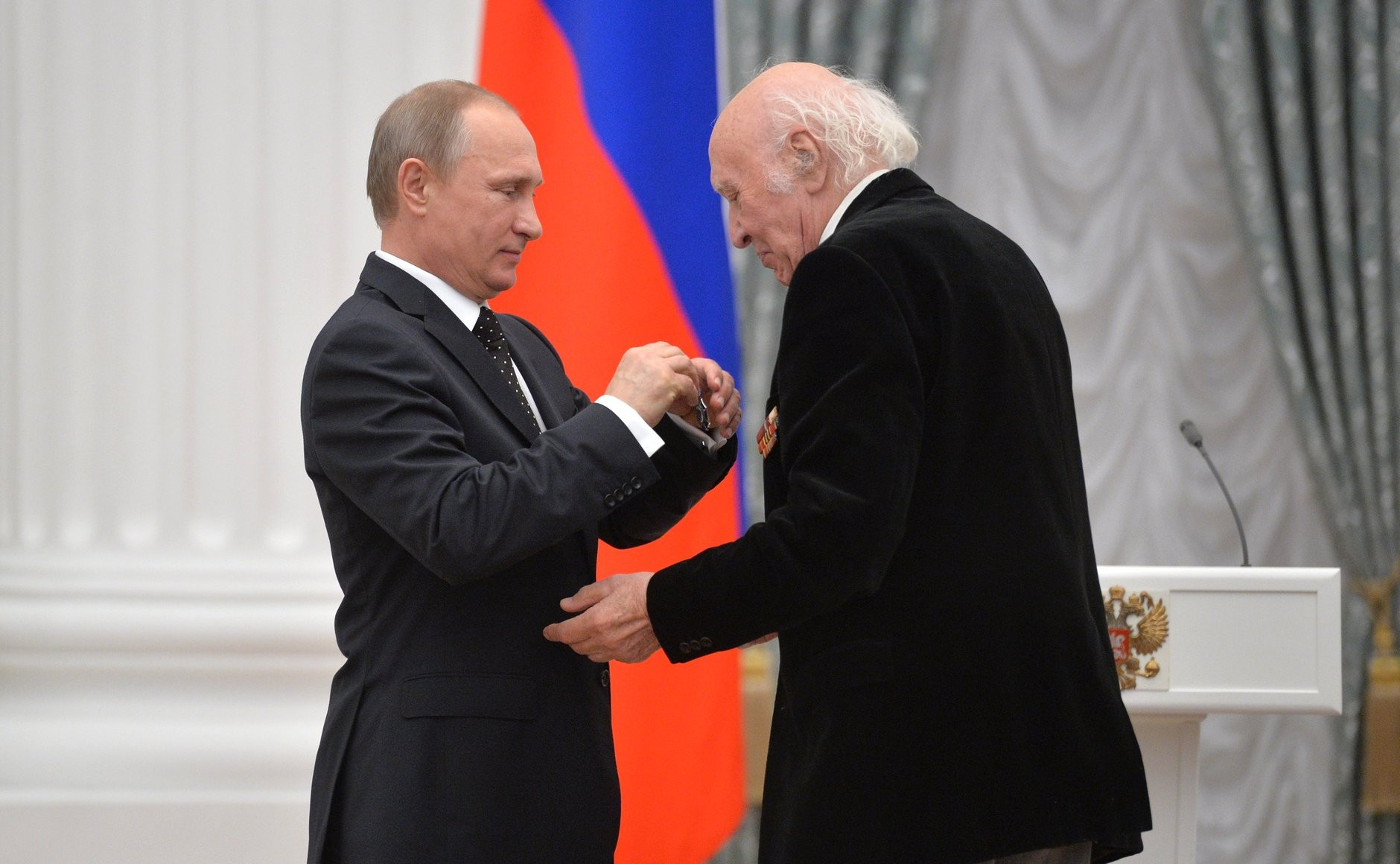
Награждение орденом Почёта. Москва, Кремль, 21 мая 2015 года

- Орден Почёта (3 февраля 2015 года) — за большие заслуги в развитии отечественной культуры и искусства, телерадиовещания, печати и многолетнюю плодотворную деятельность[20]
- Орден «Знак Почёта»
- Орден Отечественной войны I степени (06.04.1985)
- Медаль «За отвагу» (06.11.1947)
- Орден Красной Звезды (16.06.1976)
- Медаль «За Победу над Германией»
- Народный артист Российской Федерации (19 ноября 1997 года) — за большие заслуги в области искусства[21]
- Заслуженный артист РСФСР (17 октября 1975 года) — за заслуги в области советского искусства[22]
- Почётная грамота Правительства Москвы (22 октября 2002 года) — за большой вклад в развитие отечественного радиовещания и в связи с 5-летием открытого акционерного общества Концерн «Радио-Центр» (радиостанция «Говорит Москва»)[23]
- Орден Петра Великого (общественная награда)
- Медали СССР
- Медали Российской Федерации